# Cassia de suffragiis
Cassia de suffragiis, també coneguda com a Cassia tabellaria, va ser una llei romana aprovada a proposta del tribú de la plebs Luci Cassi, quan eren cònsols Marc Emili Lèpid Porcina i Gai Hostili Mancí l'any 616 de la fundació de Roma (137 aC). Ordenava que el poble i els jutges votessin en paperetes anomenades tabellis, i no en veu alta, excepte quan es jutjava un crim de Perduellio (alta traïció). Això es va fer per garantir la llibertat dels votants.